# Rabello Futebol Clube
Le Rabello Futebol Clube était un club brésilien de football basé à Brasilia dans le district fédéral.

## Palmarès
- Championnat de Brasilia :
  - Champion : 1966, 1967